# Służba rolna
Służba rolna – specjalista rolnictwa lub zawodów pokrewnych, zatrudniony przez instytucje lub organizacje rolnicze, mający na celu służenia poradą (doradztwem) rolnikom w zakresie kierowania i zarządzania gospodarstwem rolnym, podnoszeniem kwalifikacji rolniczych oraz upowszechnianiem wiedzy i postępu w rolnictwie.

## Zatrudnianie służby rolnej
Służbę rolną zatrudniały:
- towarzystwa rolnicze,
- kółka rolnicze,
- izby rolnicze,
- spółdzielczość wiejska,
- związki i zrzeszenia branżowe w rolnictwie,
- samorząd terenowy,
- administracja państwowa,
- zakłady przetwórstwa rolnego.

## Służba rolna w okresie międzywojennym
Według Z. Kobylińskiego w okresie międzywojennym najpierw ukształtował się typ instruktora ogólnego, potem stopniowo pojawia się specjalizacja związana z hodowlą, ogrodnictwem, mleczarstwem, pracą w kółkach rolniczych, kołach gospodyń wiejskich itp.
Autor wyodrębnił trzy zasadnicze grupy instruktorów rolnych:
- instruktor rolny dla gospodarstw, zajmujący się pracą oświatowo-rolniczą, organizacją i technologią produkcji rolnicze, który opierał swoja działalność przede wszystkim o kółka rolnicze,
- instruktorka wiejskiego gospodarstwa kobiecego, działająca w ramach struktur kół gospodyń wiejskich,
- instruktor przysposobienia rolniczego pracujący z zespołami przysposobienia rolniczego oraz kołami młodzieży wiejskiej.

## Komitet organizacji gospodarstw wiejskich
Na podstawie zarządzenia Ministra Rolnictwa i Reform Rolnych z 1934 r. o utworzeniu Komitetu Organizacji Drobnych Gospodarstw Wiejskich ustanowiono komitet.
Do zakresu działania Komitetu należało:
- opracowywanie zasad organizacyjnych i metodycznych akcji organizacji przodowniczych gospodarstw mniejszych;
- współpraca z izbami rolniczymi w zakresie koordynacji działalności tych Izb w dziedzinie organizacji przodowniczych gospodarstw mniejszych;
- opracowywanie ogólnych wskazań programowych i technicznych dla personelu fachowego, zajmującego się organizowaniem. przodowniczych gospodarstw mniejszych;
- badanie stanu akcji organizacji przodowniczych gospodarstw mniejszych i składanie Ministrowi Rolnictwa i Reform Rolnych sprawozdań i wniosków;
- prowadzenie badań w dziedzinie organizacji drobnych gospodarstw wiejskich;
- opracowywanie i opiniowanie zleconych przez Ministra Rolnictwa i Reform Rolnych spraw z dziedziny organizacji drobnych gospodarstw.

W skład Komitetu wchodzili członkowie w liczbie 6–12 osób, zaproszeni przez Ministra Rolnictwa i Reform Rolnych na czas określony nie dłuższy niż 3 lata, spośród osób, które wyróżniają się w pracy nad organizacją drobnych gospodarstw wiejskich lub byli wybitnymi znawcami w tej dziedzinie.

### Działania w zakresie organizacji gospodarstw
Na podstawie danych „Polska Gospodarcza” z 1935 r. rozwój akcji organizacji gospodarstw wiejskich przebiegał pomyślnie, co obrazuje poniższe zestawienie:
| Rok  | Liczba powiatów | Liczba miejscowości | Liczba gospodarstw rolnych | Liczba instruktorów rolnych | Koszt akcji na 1 gospodarstwo (w zł) |
| 1929 | 21              | –                   | 239                        | –                           | 698                                  |
| 1930 | 106             | –                   | 1059                       | 159                         | 538                                  |
| 1931 | 168             | 1856                | 3072                       | 244                         | 398                                  |
| 1932 | 156             | 1663                | 2801                       | 288                         | 310                                  |
| 1933 | 152             | 1697                | 3156                       | 202                         | 202                                  |
| 1934 | 184             | 1989                | 4896                       | 268                         | 133                                  |
| 1935 | 198             | 2252                | 6663                       | 320                         | 84                                   |

Celem akcji było kształtowanie nowoczesnego, drobnego gospodarstwa rolnego, mająca przynosić jak największy dochód, w drodze kształcenia tzw. przodowników prac społeczno-gospodarczych. Byli rekrutowani spośród miejscowych rolników, mających samodzielne gospodarstwa, którzy stanowił wzór do naśladowania.

## Liczba i wykształcenie instruktorów
Według danych W. Pawlikowskiego kadra instruktorska w 1931 r. legitymowała się następującym wykształceniem: akademickim 37,0% osób, średnim rolniczym 39,3%, niższym rolniczym 19,4%, bez wykształcenia rolniczego pozostawało 4,3% osób. Około 75% kadry instruktorskiej wyniosło praktyki rolnicze z gospodarstwach folwarcznych, 21% kadry praktykowało w gospodarstwach drobnych, 3% nie miało za sobą żadnej praktyki.
| Wykształcenie             | Liczba instruktorów rolnych | Procent |
| Akademickie               | 273                         | 18,4    |
| Wyższa szkoła w Cieszynie | 114                         | 7,4     |
| Licealne                  | 28                          | 1,0     |
| Gimnazjalne               | 590                         | 38,2    |
| Niższe                    | 488                         | 31,5    |
| Różne                     | 52                          | 3,5     |
| Razem                     | 1545                        | 100,0   |

## Służba rolna w okresie powojennym
W okresie powojennym przyjęto porządek prawny istniejący w okresie międzywojennym, w tym dotyczący funkcjonowania izby rolniczej z 1928 r. W 1946 r. dekretem o zniesieniu izb rolniczych wygaszano stopniowo izby. Zadania izb rolniczych w dziedzinie rolnictwa przeszły na stowarzyszenie „Związek Samopomocy Chłopskiej”, tworząc zupełnie nową sytuację prawną i zawodową dla dopiero co zorganizowanej kadry instruktorskiej.
Na przełomie 1946/47 formalnie przekazano instruktorów z izb rolniczych do Związku Samopomocy Chłopskiej. W myśl założeń prawnych i statutowych Związek miał stać się zawodowo-rolniczą organizacja na wsi i w rolnictwie. Do zakresu jej działalności instruktorów należało:
- przedstawicielstwo i obrona interesów rolnictwa,
- podejmowanie środków dla wszechstronnego popierania rolnictwa,
- współdziałanie z władzami państwowymi i samorządowymi w sprawach rolnictwa,
- organizacja wzajemnej pomocy chłopskiej,
- rozwój życia kulturalnego.

Według danych Rocznika Statystycznego z 1946 i 1947 r. zatrudnionych było 1051 instruktorów rolnych oraz 462 instruktorek wiejskiego gospodarstwa kobiecego. Po roku liczba instruktorów rolnych spadła do 503 osób, zaś liczba instruktorek WGK nieco wzrosła do 493. Po tym okresie nastąpił spadek. Oznaczało to przyjęcie innej polityki rolnej, zmierzającej do uspołecznienia wsi.

### Akcja organizacji gospodarstw przodowniczych
Na podstawie danych Roczników Statystycznych z 1946 i 1947 r. akcja organizacji gospodarstw przodowniczych prowadzona przez instruktorów rolnych przedstawiała się następująco:
| Województwo  | 1946       | 1946            | 1946                       | 1946                        | 1947       | 1947            | 1947                       | 1947                        |
| Województwo  | Liczba wsi | Liczba zespołów | Liczba gospodarstw rolnych | Liczba instruktorów rolnych | Liczba wsi | Liczba zespołów | Liczba gospodarstw rolnych | Liczba instruktorów rolnych |
| Białostockie | 70         | 34              | 333                        | 44                          | 127        | 85              | 836                        | 38                          |
| Gdańskie     | 31         | 218             | 685                        | 148                         | 121        | 12              | 98                         | 52                          |
| Kieleckie    | 360        | 278             | 3198                       | 281                         | 409        | 408             | 4537                       | 68                          |
| Krakowskie   | 435        | 256             | 2674                       | 84                          | 365        | 278             | 2644                       | 45                          |
| Lubelskie    | 38         | 116             | 1703                       | 163                         | 113        | 304             | 4080                       | 79                          |
| Łódzkie      | 96         | 0               | 98                         | 180                         | 250        | 43              | 440                        | 47                          |
| Olsztyńskie  | 60         | 59              | 433                        | 46                          | 382        | 286             | 2868                       | 57                          |
| Pomorskie    | 75         | 79              | 765                        | 28                          | 147        | 188             | 1682                       | 124                         |
| Poznańskie   | 368        | 112             | 959                        | 196                         | 255        | 66              | 447                        | 121                         |
| Rzeszowskie  | 172        | 0               | 241                        | 59                          | 237        | 68              | 662                        | 83                          |
| Śląskie      | 83         | 48              | 392                        | 44                          | 83         | 33              | 257                        | 48                          |
| Szczecińskie | 0          | 0               | 0                          | 83                          | 192        | 160             | 1347                       | 47                          |
| Warszawskie  | 120        | 120             | 825                        | 91                          | 189        | 203             | 2127                       | 94                          |
| Wrocławskie  | 201        | 14              | 392                        | 66                          | 83         | 33              | 257                        | 93                          |
| Razem        | 3109       | 1384            | 12601                      | 1513                        | 3366       | 2222            | 22888                      | 996                         |

## Instruktor rolny powiatowego zarządu rolnictwa
Na podstawie uchwały Rady Ministrów z 1954 r. utworzono powiatowe i wojewódzkie zarządy rolnictwa. Do podstawowych zadań instruktora rolnego należało prowadzenie na terenie gromad fachowego instruktażu w zakresie stosowania środków i zabiegów agrotechnicznych i zootechnicznych, pozwalających na pełne wykorzystanie rezerw w gospodarstwach rolnych i podniesienie przez to produkcji rolniczej.

## Etapy rozwoju służby rolnej (1956-2024)
Etapy rozwoju służby rolnej w latach 1956–2024 przedstawiały się następująco:
| Lata      | Jednostka organizacyjna                 | Stanowisko                                                                |
| 1957-1960 | Powiatowy związek kółek rolniczych      | instruktor rolny                                                          |
| 1956-1974 | Rolniczy rejonowy zakład doświadczalny  | specjalista                                                               |
| 1961-1967 | Powiatowy związek kółek rolniczych      | agronom gromadzki                                                         |
| 1963-1967 | Powiatowa rada narodowa                 | zootechnik                                                                |
| 1968-1972 | Gromadzka rada narodowa                 | agronom gromadzki, zootechnik gromadzki, asystenci agronoma i zootechnika |
| 1973-1981 | Gmina                                   | kierownik i instruktorzy rolni                                            |
| 1975-1990 | Wojewódzki ośrodek postępu rolniczego   | specjalista                                                               |
| 1991-     | Wojewódzki ośrodek doradztwa rolniczego | doradca                                                                   |

## Rodzaje służby rolnej
W zależności od miejsca zatrudnienia i powierzonych funkcji zawodowych wyróżniano następujące rodzaje służb rolnych:
- agronom gromadzki,
- agromeliorant,
- doradca rolniczy,
- doradca rolnośrodowiskowy,
- doradca wojewódzkiego ośrodka doradztwa rolniczego,
- instruktor rolny,
- instruktor izby rolniczej,
- inspektor mleczarstwa,
- instruktor nasiennictwa,
- instruktor ds. rolniczych spółdzielni produkcyjnej,
- specjalista rolniczego rejonowego zakładu doświadczalnego,
- specjalista wojewódzkiego ośrodka postępu rolniczego,
- specjalista wiejskiego gospodarstwa domowego.